# Municipios especiales de la República de China
En la República de China (Taiwán), el municipio especial (en chino tradicional, 直轄市; pinyin, zhíxiáshì) es una subdivisión administrativa de primer nivel.

## Jerarquía
En la jerarquía de organismos autónomos, se ubica en el primer nivel, en el mismo rango que el condado y la ciudad provincial.
Cada municipio especial se divide en distritos.

## Historia
El primer municipio especial que recibió ese estatus fue el de Taipéi, la capital del país. La ciudad de Kaohsiung también lo recibió en 1979.
Según la enmienda de 2007 a la Local Government Act (en chino tradicional, 地方制度法), cualquier condado cuya población alcance el umbral de 2 millones de habitantes recibe el estatus de cuasi-municipio especial (en chino tradicional, 準直轄市; pinyin, zhǔnzhíxiáshì). Una nueva enmienda de 2009 les permite solicitar, sujeto al cumplimiento de varios criterios de desarrollo, una promoción al estatus de cuasi-municipalidad. Once condados y ciudades provinciales son candidatos tan pronto como se implemente esta reforma, lo que llevaría a la creación de siete nuevos municipios especiales si todos los requisitos fueran validados. Después de la revisión del Yuan Ejecutivo, solo se llegó a la promoción de tres condados como municipios especiales: el condado de Taipéi se convirtió en Nueva Taipéi, la ciudad de Taichung se fusionó con el condado de Taichung, y la ciudad de Tainan se fusionó con el condado de Tainan. Al mismo tiempo, el municipio especial de Kaohsiung absorbió el condado de Kaohsiung dentro de su perímetro. Esta reorganización de la división administrativa surtió efecto el 25 de diciembre de 2010.
Después de adquirir automáticamente el estatus de cuasi-municipio especial en 2011, el condado de Taoyuan presentó una solicitud ante el Ministerio del Interior en agosto de 2012, tras una negativa durante el procedimiento original en 2009. Esta segunda solicitud fue aceptada: la ciudad de Taoyuan se fusionó con el condado de Taoyuan, la decisión tomó efecto el 25 de diciembre de 2014.

## Listado de municipios especiales
Actualmente hay seis:
1. Nueva Taipéi
2. Kaohsiung
3. Taichung
4. Tainan
5. Taipéi
6. Taoyuan

## Organización
Cada municipio especial está representado por un consejo municipal y un gobierno municipal.
El consejo municipal, responsable de las actividades legislativas del municipio especial, está compuesto por miembros elegidos para un mandato de cuatro años renovables.
El gobierno municipal, responsable de las actividades administrativas del municipio especial, está representado por un alcalde, elegido por un período de cuatro años renovables una vez.